# Czternastozgłoskowiec
Czternastozgłoskowiec – rozmiar wiersza sylabicznego, składający się z czternastu sylab i występujący w różnych formatach średniówkowych.
Podstawowe odmiany czternastozgłoskowca to czternastozgłoskowiec symetryczny 14 (7 + 7) i czternastozgłoskowiec asymetryczny 14 (8 + 6).
Symetrycznego czternastozgłoskowca Jan Kochanowski użył w Psalmie XI:
Przed się Bóg jest na niebie, a stamtąd wszystko widzi,
Sprawiedliwych doświadcza, nieprawymi się hydzi:
Na złe ludzi wyleje deszcz gorący, siarczany,
Wyleje węgle żywe i grom z wichrem zmieszany;
Bo będąc sprawiedliwym, sprawiedliwość miłuje,
A dobre ludzi okiem łaskawem opatruje.
Natomiast czternastozgłoskowcem asymetrycznym posłużył się w poemacie Zuzanna:
Niechaj się źli nie kochają w swojej wszeteczności
Żywie Bóg na niebie, który karze ludzkie złości,
A dobre ma na swej pieczy i każdego broni,
Kto się jeno pod zwyciężną Jego rękę skłoni.
W wierszu sylabotonicznym czternastozgłoskowiec symetryczny ma charakter sześciostopowca jambicznego hiperkatalektycznego w średniówce i klauzuli (sSsSsSs//sSsSsSs) lub czterostopowca anapestycznego hiperkatalektycznego w średniówce i klauzuli (ssSssSs//ssSssSs), a czternastozgłoskowiec asymetryczny ma kształt siedmiostopowca trocheicznego akatalektycznego.
Idzie lasem owa zmora, co ma kibić piły,
A zębami chłopców nęci i zna czar mogiły.
Upatrzyła parobczyna na schyłku doliny:
"Ciebie pragnę, śnie jedyny - dyny moje, dyny!
Bolesław Leśmian, Piła
Czternastozgłoskowiec anapestyczny występuje w strofie mickiewiczowskiej.
Teoretycznie czternastozgłoskowy jest pięciostopowiec daktyliczny katalektyczny, ale ten format trafia się tylko sporadycznie.